# سينسيناتي بنغالز
سينسيناتي بنغالز: (بالإنجليزيَّة: Cincinnati Bengals وتعني: «النّمور البنغاليَّة»): فريق من ضمن الدوري الوطني لكرة القدم الأمريكية (بالإنجليزيَّة: National Football League ويُشار إليه على سبيل الاختصار بالحُروف: NFL) ومقرّ الفريق في مدينة سينسيناتي الأمريكيَّة، التي تقع في ولاية أوهايو.

## تاريخ الفريق
تأسَّس الفريقُ عام 1968 وانضمّ إلى دوري كرة القدم الأمريكيَّة (الذي كان اسمُه American Football League وباختصار AFL) وبعد عامين انتقل للّعب في «دوري اتّحاد كرة القدم الأمريكيَّة» (بالإنجليزيَّة: American Football Conference وباختصار: AFC) التّابع للدوري الوطني لكرة القدم الأمريكية وذلك بعد توحيد الدّوريين معًا. كان الفريق تابعًا حتّى عام 2002 للمجموعة المركزيَّة ضمن دوري كرة القدم الأمريكيَّة، ومن ذلك الوقت يلعب الفريق ضمن المجموعة الشّمالية للدّوري. استطاع هذا الفريق طوال تاريخة الارتقاء مرّتين إلى السوبربول، وذلك خلال موسم عام 1981، وموسم عام 1988 ولكنّه هُزمَ في هاتين المرّتين أمام فريق سان فرانسيسكو. الملعب البيتي لهذا الفريق هو ملعب بول براون المسمّى على اسم مؤسِّس الفريق، ووالد المالك الحالي للفريق، ويُطلق مُشجّعو الفريق على هذا الملعب اسم: «الغابة»، وذلك تلميحًا منهم إلى اسم الفريق «نمور البنغال». قدَّرت مجلّة فوربز قيمة الفريق عام 2007 بمبلغ 912 مليون دولار، وجاء في المرتبة 20 من بين 32 فريق في الدوري الوطني لكرة القدم الأمريكية NFL.